# Южноафриканское бюро стандартов
Южноафриканское бюро стандартов (South African Bureau of Standards, SABS) — южноафриканский статутный орган, который был учреждён в соответствии с законом О стандартах 1945 года (закон № 24 от 1945 года) и продолжает функционировать в соответствии с последней редакцией закона «О стандартах» 2008 года (Закон № 29 от 2008 года) в качестве национального учреждения по содействию и поддержанию стандартизации, качества товаров и предоставления услуг.
В качестве национального органа по стандартизации, SABS несёт ответственность за поддержание базы данных в Южно-Африканской республике более 6500 национальных стандартов, а также за разработку новых стандартов и пересмотра, изменения или снятия существующих стандартов по необходимости.
На международном уровне эксперты бюро представляют интересы ЮАР в разработке международных стандартов, через их взаимодействие с органами, такими как Международная организация по стандартизации (ISO) и Международная электротехническая комиссия (IEC). На региональном уровне в настоящее время бюро удерживает Южноафриканское сообщество по вопросам разработки и кооперации в сфере стандартизации SADCSTAN, базу стандартизации для Сообщества развития Юга Африки (SADC).
SABS Commercial (Pty) Ltd — самофинансируемое подразделение внутри SABS, предлагает сертификацию, тестирование, инспекцию и другие услуги, в основном в промышленности.